# 스트라이킹 디스턴스
《스트라이킹 디스턴스》(영어: Striking Distance)는 미국에서 제작된 라우디 헤링턴 감독의 1993년 액션 스릴러 영화이다. 브루스 윌리스, 세라 제시카 파커, 데니스 퍼리나, 톰 사이즈모어 등이 출연하였고 아넌 밀천이 제작에 참여하였다. 이 영화는 피츠버그에서 촬영되었다. 초기 제목은 Three Rivers였다.

## 줄거리
피츠버그 강력계 형사 톰 하디 경사는 사촌이자 파트너인 지미 더틸로가 용의자를 심문하면서 잔인하게 폭행하여 혼수상태로 만들자 이를 법정에서 증언하면서 동료들 사이에서 외톨이가 된다.
톰은 아버지 빈스와 함께 연쇄살인범 "폴리시힐 스트랭글러"로 추정되는 자를 추격하다가 범인의 차와 충돌하고, 차량은 둑으로 밀려나 굴러떨어진다. 톰이 정신을 잃은 사이 범인은 빈스를 쏴죽이고 달아나고, 경찰은 더글러스 케서라는 범죄자를 체포하지만 톰은 그가 범인이 아니라고 생각한다. 한편 지미는 톰, 아버지 닉 경감, 동생 대니의 호소를 물리치고 이들이 지켜보는 앞에서 앨러게니강 홍예교에서 뛰어내린다.
2년 뒤. 톰은 텔레비전 인터뷰에서 기자에게 케서는 진범이 아니며 스트랭글러의 정체를 경찰로 짐작한다고 주장했다가 강 인명 구조대로 좌천되었고 알코올 의존증 상태이다. 톰과 관련이 있는 여성들의 유기된 시체가 강에서 발견되기 시작하자 톰은 스트랭글러가 활동을 재개했다고 믿는다. 톰은 새 파트너 조 크리스트먼의 도움을 받으며 스트랭글러를 추적해나간다.

## 출연
- 브루스 윌리스 - 강력계 형사 토머스 "톰" 하디 역
- 세라 제시카 파커 - 주경찰관 에밀리 하퍼 형사 / 조 크리스트먼 경관 역
- 데니스 퍼리나 - 닉 더틸로 경감 역
- 톰 사이즈모어 - 대니 더틸로 역
- 브라이언 제임스 - 에디 아일러 형사 역
- 로버트 패스토렐리 - 지미 더틸로 역
- 티머시 버스필드 - 새코 경관 역
- 존 머호니 - 빈센트 "빈스" 하디 경감 역
- 안드레이 브라워 - 지방 검사 프랭크 모리스 역
- 톰 앳킨스 - 프레드 하디 경사 역
- 마이크 호지 - 펜더먼 경감 역
- 조디 롱 - 킴 리 역
- 로스코 오먼 - 시드 역
- 개러스 윌리엄스 - 칙 치케이니스 역

## 기타 제작진
- 공동 제작: 카마인 저조라
- 배역: 팸 딕슨
- 미술: 그레그 폰세이카
- 의상: 베치 콕스

## 우리말 녹음
KBS 성우진 (1996.02.17)
- 이정구 - 톰 하디(브루스 윌리스)
- 유남희 - 에밀리 하퍼(세라 제시카 파커)
- 한상덕 - 닉 더틸로(데니스 퍼리나)
- 박상일 - 빈스 하디(존 머호니)
- 이근욱 - 펜더먼 반장(마이크 호지)
- 이봉준 - 에디 아일러(브라이언 제임스)
- 임은정 - 킴 리(조디 롱)
- 유제상 - 변호사(에드 훅스)
- 김준 - 프랭크 모리스 검사(안드레이 브라워)
- 최병상 - 지미 더틸로(로버트 패스토렐리) / 프레드 하디(톰 앳킨스)
- 송덕희 - 간호사(시그리드 에이드리엔) / 재판장(줄리애나 매카시)
- 김수중 - 새코(티머시 버스필드) / 케서(로버트 굴드)
- 구자형 - 대니 더틸로(톰 사이즈모어)
- 성완경 - 치케이니스(개러스 윌리엄스) / 보트를 탄 청년(에릭 젠슨)